# Vítor Feytor Pinto
Vitor Francisco Xavier Feytor Pinto, mais conhecido como Padre Vítor Feytor Pinto, GCM (Santo António dos Olivais, Coimbra, 6 de Março de 1932 - Lisboa, 6 de Outubro de 2021), foi um sacerdote português.

## Biografia

### Nascimento e formação
Nasceu em 6 de Março de 1932, na freguesia de Santo António dos Olivais, em Coimbra. Ainda muito novo mudou-se para Castelo Branco, cidade onde o pai fundou um colégio. Entrou no Seminário do Fundão com dez anos, e em 10 de Julho de 1955 foi ordenado como sacerdote na Diocese da Guarda.
Concluiu uma licenciatura em Teologia Sistemática e um mestrado na área da bioética.

### Carreira
Foi um defensor do Concílio Vaticano II, como parte do movimento Por um Mundo Melhor. Durante cerca de três décadas foi responsável pela coordenação da Comissão Nacional da Pastoral da Saúde, em Portugal. Durante vários anos colaborou com a Paróquia do Campo Grande, em Lisboa, da qual foi administrador. Na sequência do golpe de estado de 25 de Abril de 1974, foi o porta-voz da revolução junto dos bispos portugueses. Em Novembro de 2005 foi nomeado como capelão pelo papa Bento XVI, recebendo o título de monsenhor.
Em 1992 tornou-se alto comissário para o programa do governo Projecto Vida, que tinha como finalidade prevenir e lutar contra a toxicodependência em território nacional, tendo neste sentido autorizado a distribuição de seringas e a utilização do preservativo, como forma de combater a sida. Também aprovou a implementação de uma terapia de substituição com metadona, e apoiou as várias propostas para a descriminização do consumo de drogas que eram consideradas proibidas, programa que foi considerado um sucesso. Foi igualmente Assistente Nacional e Diocesano da Associação Católica de Enfermeiros e Profissionais de Saúde, Assistente Diocesano dos Médicos Católicos, e Assistente Diocesano da Associação Mundial da Federação dos Médicos Católicos. Participou em várias conferências da Organização Mundial da Saúde e da Federação Internacional das Associações de Médicos Católicos, e no Conselho Pontifício da Pastoral da Saúde. Foi um dos fundadores do Movimento de Defesa da Vida, em Lisboa, e fez parte do Conselho Pontifício para os Profissionais da Saúde e do Conselho Nacional de Ética para as Ciências da Vida.
Escreveu diversos livros sobre direitos humanos e outros temas, destacando-se as suas obras A Vida é sempre um valor, 100 entradas para um mundo melhor e A palavra vivida. Colaborou igualmente no Grupo Renascença, tendo um programa na Rádio Sim, onde respondia às perguntas dos ouvintes sobre temas religiosos.

### Falecimento e homenagens
Enfrentou graves problemas de saúde nos últimos anos de vida. Em 2020 sobreviveu a uma infecção de Covid-19, tendo estado internado durante quarenta dias no Hospital de Santa Maria. Porém, no ano seguinte voltou a adoecer, com uma septicemia. Em 5 de Outubro de 2021 foi internado no Hospital da Luz, em Lisboa, onde acabou por falecer no dia seguinte, aos 89 anos de idade. A missa exequial teve lugar no dia seguinte, presidida pelo cardeal-patriarca de Lisboa, Manuel Clemente, tendo depois o funeral seguido para o Cemitério do Alto de São João. A cerimónia contou com a presença do Presidente da República, Marcelo Rebelo de Sousa, que desmarcou uma viagem oficial ao estrangeiro, de forma a poder participar no funeral.
Na altura do seu falecimento, Marcelo Rebelo de Sousa considerou-o como «uma das figuras mais importantes da Igreja Católica portuguesa dos últimos 50 anos». A Paróquia do Campo Grande emtiu uma nota de pesar, onde o recordou como «o amigo generoso, o companheiro de caminhada, o padre profundo e feliz e um homem de pensamento que deixa um legado extraordinário». O padre José Manuel Pereira de Almeida, coordenador nacional da Pastoral da Saúde, classificou-o como «inovador para o seu tempo», que «rasgou horizontes», por ter convertido a «pastoral do doente para a pastoral da Saúde».
Em 26 de Março de 1991 foi condecorado com o grau de oficial da Ordem do Mérito, e em 9 de Junho de 1995 recebeu a grã-cruz da mesma ordem.

## Obras publicadas
- "O caminho faz-se caminhando..." (2005)
- 100 Entradas Para Um Mundo Melhor (2014)
- Sexualidade Humana: Exigências éticas e comportamentos saudáveis (2014)
- A Palavra Vivida: Homilias dominicais (2016)
- Respostas em Família (2021, obra póstuma)

## Leitura recomendada
- CARMO, Octávio (2014). A vida é sempre um valor: Não posso dizer "não" a ninguém (entrevista ao Padre Vítor Feytor Pinto). Prior Velho: Paulinas. 143 páginas. ISBN 978-989-673-408-4